# اللعبة (فلم 1997)
اللعبة (بالإنجليزية: The Game) هو فيلم إثارة أمريكي صدر سنة 1997، الفيلم من إخراج ديفيد فينشر، ومن بطولة مايكل دوغلاس، شون بن، ديبورا كارا أنجر، وجيمس ريبورن ومن إنتاج بروباغندا فيلمز وبوليغرامد فيلمد إنترتنمنت. يحكي الفيلم قصة مصرفي استثماري ثري يحصل على هدية عيد ميلاد غامضة من شقيقه وهي عبارة عن المشاركة في لعبة تتكامل بطرق غريبة مع حياته اليومية. وعندما تصبح الخطوط الفاصلة بين الحياة الحقيقية للمصرفي واللعبة أكثر غموضًا، تبدأ ملامح مؤامرة أكبر تتكشف.
لقي فيلم اللعبة استحسان النقاد مثل روجر إيبرت ودوريات كبرى مثل نيويورك تايمز، لكن الفيلم حقق عوائد متوسطة في شباك التذاكر مقارنة بنجاح فيلم فينشر السابق سبعة (1995). اكتسب الفيلم لاحقًا حضورًا قويًا بين معجبي فينشر حيث أشار البعض إلى أنه أحد أكثر أفلامه التي لا تحظى بالتقدير.

## القصة
نيكولاس فان أورتن، مصرفي استثماري ثري وأناني في سان فرانسيسكو، تناول الغداء مع شقيقه الأصغر المغترب كونراد، الذي قدم له هدية غير عادية بمناسبة عيد ميلاده الثامن والأربعين وهو عبارة عن قسيمة للعبة مقدمة من شركة تسمى Consumer Recreation Services (CRS). على الرغم من شكوكه، فإنه يذهب إلى مكتب خدمات الإغاثة الكاثوليكية (CRS) لتقديم طلب، لكن الفحوصات النفسية والجسدية التي تستغرق وقتًا طويلاً تثير غضبه، ويتم إبلاغه لاحقًا بأن طلبه قد تم رفضه.
عاد نيكولاس إلى المنزل ذات مساء ليجد مهرجًا خشبيًا بالخارج، ثم اكتشف لاحقًا كاميرا خفية بالداخل. اتصل به أيضًا موظف CRS من خلال شاشة التلفزيون المشوهة وأخبره ألا يحاول اكتشاف هدف اللعبة. فيما تستمر الأحداث الغريبة في الحدوث، يعتقد نيكولاس في البداية أن خدمات الإغاثة الكاثوليكية (CRS) تقوم ببساطة بإجراء مقالب معقدة، لكنه بدأ بعد ذلك في الاعتقاد بأن أعماله وسمعته وسلامته معرضون للخطر. نيكولاس مسكون أيضًا بانتحار والده، الذي شهده عندما كان طفلاً وهو يلقي بنفسه من سطح المنزل. يلتقي النادلة، كريستين، التي تشاركه في محاولة اكتشاف سر هذه الشركة. يتصل نيكولاس بالشرطة للتبليغ عن الشركة، لكنهم وجدوا مكتب خدمات الإغاثة الكاثوليكية مهجورًا.
يزور كونراد نيكولاس ويعتذر مدعيا أن CRS هاجمته. اندلع جدال بين الأخوين، مما أدى إلى هروب كونراد تاركًا نيكولاس بمفرده. يركب نيكولاس سيارة أجرة، لكنه وبعد إغلاق الأبواب، يقفز السائق قبل أن تصطدم السيارة بالبحر. يتمكن نيكولاس من الهروب من السيارة الغارقة والوصول إلى السطح. مع عدم وجود أي شخص آخر يلجأ إليه، يجد نيكولاس منزل كريستين، لكنه يكتشف أنها موظفة في خدمات الإغاثة الكاثوليكية (CRS). عندما أخبرته أنه يتم مراقبتهم، هاجم نيكولاس كاميرا قريبة، وقام أفراد مسلحون من CRS باقتحام المنزل. عندما أطلقوا النار على الاثنين، هرب نيكولاس وكريستين. أخبرته كريستين في وقت لاحق أن CRS قد استنزفت حساباته المصرفية من خلال تخمين كلمات المرور الخاصة به باستخدام الاختبارات النفسية التي أكملها، ويؤكد البنك الذي يتعامل معه ذلك. ثم بدأ يشعر بالدوار وأدرك أن كريستين قد خدرته. عندما فقد وعيه، اعترفت بأنها جزء من عملية الاحتيال وتقول إنه ارتكب خطأً فادحًا في إعطاء رمز أمان بطاقته البنكية عبر الهاتف.
عندما يستيقظ نيكولاس يجد نفسه مدفونًا حيًا في مقبرة في المكسيك. يبيع ساعته للعودة إلى سان فرانسيسكو، حيث وجد قصره مغلقًا وأزيلت معظم ممتلكاته. يتصل بالفندق الذي كان يقيم فيه كونراد، ويقال له إن شقيقه قد تم إيداعه في مصحة عقلية بعد تعرضه لانهيار عصبي. يسترجع نيكولاس مسدسًا مخفيًا ويطلب المساعدة من زوجته السابقة. أثناء اعتذاره لها عن إهماله، علم أن جيم فينغولد، موظف CRS الذي أجرى اختباراته، ما هو إلا ممثل يعمل في الإعلانات التلفزيونية. وجد جيم وأجبره على أخذه إلى مكتب CRS الحقيقي عندما يصلان يأخذ كريستين كرهينة، مطالبًا إياها بنقله إلى رئيس CRS.
هاجمه حراس CRS، لكن نيكولاس يأخذ كريستين إلى السطح. أدركت كريستين أن مسدس نيكولاس ليس مزيفًا، فأخبرته بشكل محموم أنها مجرد لعبة، وبأن موارده المالية سليمة، وعائلته وأصدقاؤه ينتظرون على الجانب الآخر من الباب. يرفض تصديقها، ويطلق نيكولاس النار على أول شخص يخرج من الباب الذي لم يكن سوى شقيقه كونراد حاملاً زجاجة شمبانيا. بعد أن تتدمر نفسه ويشعر بالحزن الشديد والخسارة، يقفز نيكولاس من السطح لكنه هبط على وسادة هوائية عملاقة. استقبله كونراد (الذي كان على قيد الحياة لأن المسدس كان في الواقع مزيفًا) ويستقبله بقية الأشخاص من اللعبة، ويكشف كونراد أنه فعل كل ذلك لتقديم هدية مميزة لشقيقه في عيد ميلاده، بهدف مساعدة نيكولاس على أن يصبح شخصًا أفضل ويحتضن الحياة.
بعد حفلة عيد ميلاد مع الأصدقاء، ترفض كريستين (التي تم الكشف عن اسمها الحقيقي باسم كلير) عرض نيكولاس للحصول على موعد لأن لديها وظيفة أخرى في أستراليا. وبدلاً من ذلك، وافقت على تناول القهوة معه في المطار.

## طاقم التمثيل
- مايكل دوغلاس في دور نيكولاس فان أورتن
- شون بن في دور كونراد فان أورتن
- ديبورا كارا أنجر في دور كريستين / كلير
- جيمس ريبورن في دور جيم فينغولد
- بيتر دونات في دور صموئيل ساذرلاند
- كارول بيكر في دور إلزا
- آرمن مولر-شتال في دور أنسون باير
- آنا كاتارينا في دور إليزابيث
- تشارلز مارتنيه في دور والد نيكولاس
- مارك بون جونيور في دور المحقق الخاص
- تومي فلانغان في دور المحامي / سائق التاكسي

## الإطلاق
تم إصدار فيلم اللعبة في 12 سبتمبر 1997، في 2403 قاعة عرض، وحقق 14.3 مليون دولار خلال عطلة نهاية الأسبوع الافتتاحية. واصل تحقيق 48.3 مليون دولار في أمريكا الشمالية و61.1 مليون دولار في بقية العالم، بإجمالي إيرادات بلغ حوالي 109.4 مليون دولار في جميع أنحاء العالم.
أصدرت مجموعة كراتيرين فيلم اللعبة على ليزرديسك في عام 1997، مع ميزات حصرية بما في ذلك نهاية بديلة وتعليق صوتي. في 18 سبتمبر 2012، أعيد إصداره على دي في دي وبصيغة بلو راي. أصدرت استيديوهات يونيفرسال أيضًا الفيلم على تنسيق أسطوانات الفيديو الرقمية فائقة الدقة في 17 أبريل 2007.

## أنظر أيضًا
- تأثير عيد الميلاد
- حبكة ملتوية

## وصلات خارجية
- مقالات تستعمل روابط فنية بلا صلة مع ويكي بيانات